# Gottfried Härtel
Paul Erich Gottfried Härtel (* 12. Februar 1925 in Burgstädt; † 21. April 2019 in Leipzig) war ein deutscher Althistoriker.

## Leben
Gottfried Härtel legte 1943 sein Abitur ab und wurde noch im selben Jahr zum Reichsarbeitsdienst und wenig später in die Wehrmacht eingezogen. Kriegsteilnahme und sowjetische Kriegsgefangenschaft dauerten bis 1949. Von 1950 bis 1953 arbeitete er als Betriebsprüfer und begann dann an der Karl-Marx-Universität Leipzig (KMU) ein Geschichtsstudium, das er 1957 als Diplom-Historiker abschloss. Es folgte eine Zeit als wissenschaftlicher Assistent an der Abteilung Geschichte des Altertums am Institut für Allgemeine Geschichte der KMU. Seit 1959 gab Härtel die Grundvorlesung „Römische Geschichte“. Die Promotion erfolgte 1961 bei Franz Zimmermann und Siegfried Morenz mit einer Arbeit zum Thema Bemerkungen zu sozial-ökonomischen Fragen im ptolemäischen Ägypten, daran schloss sich eine Beförderung zum Oberassistenten an. Im Jahr 1966 erfolgte die Habilitation zum Thema Soziale Entwicklungstendenzen der Sklaverei und des Kolonats im 2. Jh. und zu Beginn des 3. Jh.'s u. Z. im Westen des Römischen Reiches. Unter besonderer Berücksichtigung der Rechtsquellen, Gutachter waren Rigobert Günther, Eugeniusz Konik und Walter Hofmann. Es erfolgte eine erneute Beförderung zum Dozenten. Von 1974 bis 1978 war er Leiter des Wissenschaftsbereiches Urgeschichte/Alte Geschichte  an der KMU. 1976 wurde Härtel zum außerordentlichen Professor für die Geschichte des Altertums an der Sektion Geschichte der KMU ernannt.
Härtel beschäftigte sich vor allem mit dem Römischen Recht und der römischen Rechtsgeschichte und übersetzte hier auch verschiedene Werke antiker Autoren ins Deutsche. Daneben beschäftigt er sich mit der antiken Wirtschaftsgeschichte.

## Schriften (Auswahl)
Monografien
- mit Elemer Polay: Römisches Recht und römische Rechtsgeschichte. Eine Einführung. Böhlau, Weimar 1987, ISBN 3-7400-0048-1 (Rezension: Gabor Hamza in: Acta Juridica et Politica 30 (1988) S. 216–224, Englisch).

Übersetzungen
- mit Frank-Michael Kaufmann: Codex Justinianus. Reclam, Leipzig 1991, ISBN 3-379-00530-4.
- mit Liselot Huchthausen: Römisches Recht. Aufbau, Berlin-Weimar, 4. Auflage 1991, ISBN 3-351-01334-5.